# ميناء سلمان
ميناء سلمان هو ميناء يقع في المنامة عاصمة البحرين. ميناء سلمان مرفأ طبيعي أُنشئ في عام 1958 ويغطي 80 هكتار. تعتبر ميناء الشحن ونقطة الجمرك الرئيسي في البحرين. يوجد بالميناء 15 رصيف للحاويات مما مكنها من التعامل مع 2.5 مليون طن سنويا. يضم الميناء قاعدة القوات البحرية الملكية البريطانية إتش إم إس الجفير .

## التسمية
تعود تسمية الميناء إلى الشيخ سلمان بن عيسى آل خليفة جد الملك الحالي.

## التاريخ
ورد ذكر ميناء المنامة حيث يقع ميناء سلمان الآن لأول مرة في النصوص الإسلامية التي يرجع تاريخها إلى 1345. احتلت المنطقة عام 1521 بواسطة البرتغاليين وحصل عليها الفرس في 1602. حكم آل خليفة المنطقة منذ عام 1783. الميناء لا يناسب عابرات المحيط المنتظمة مع تقارير عن رسو السفن بمسافة تصل إلى 6 كيلومتر من الشاطئ. بنيت القنوات القريبة في عام 1954 وتم بناء رصيف في عام 1956 الذي تم استخدامه أساسا من المراكب الشراعية. في عام 1958 أصبح ميناء حر وفي عام 1962 تم بناء رصيف في المياه العميقة يتكون من ستة أرصفة. يسمح رصيف البضائع بالتحميل مباشرة من على الميناء للمرة الأولى. في عقد 1960 كان الميناء يحتوي على مرافق تبريد وتخزين ومعدات مناولة للسفن الكبيرة.
في عام 1975 تم التعامل مع 1.5 مليون طن من البضائع في الميناء الأمر الذي أدى إلى الاكتظاظ الشديد. أدى ذلك بالحكومة البحرينية لإطلاق سلسلة من التوسعات في العقد المقبل بما في ذلك افتتاح حاويات ميناء سلمان في 1979. الميناء أيضا يعتبر الميناء الوحيد في الخليج العربي الذي يتم تشغيله بالكامل من قبل المواطنين بدلاً من العمال الأجانب. أكثر من 75٪ من البضائع في الميناء هي حاويات.

## المرافق
يتكون الميناء من رصيف يبلغ طوله 800 متر ويضم 10 أرصفة. تقع ثلاثة أرصفة بطول 200 متر بجانب الرصيف ورصيفين للحاويات بطول 300 متر وبعمق 11 متر. يقع الرصيف الخارجي بطول 285 متر جنبا إلى جنب مع مشروع عمق 7 متر ويتكون من مساحة التخزين بعشرة حظائر بالإضافة إلى مساحة تخزين مفتوحة إضافية وهي مناطق تخزين الحاويات بمساحة 538 ألف متر مربع. منطقة مناولة البضائع تغطي مساحة 60 ألف متر مربع.